# 海老名弾正
海老名 弾正（えびな だんじょう、改名前は喜三郎、1856年9月18日（安政3年8月20日） - 1937年（昭和12年）5月22日）は、日本の思想家・教育者・キリスト教の伝道者・牧師・説教家。小崎弘道、宮川経輝と共に「組合教会の三元老」と呼ばれた。熊本バンドのメンバーで同志社総長となった最後の人物である。

## 生涯

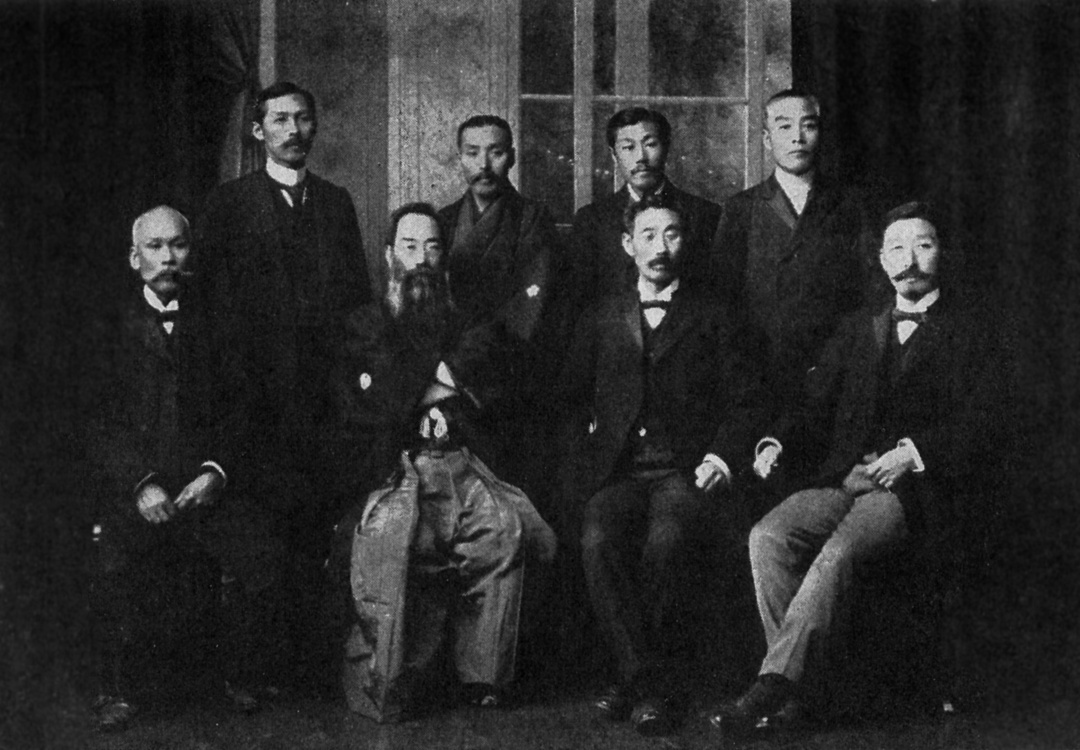
1902年頃の本郷教会幹部（前列左から2人目が海老名弾正）

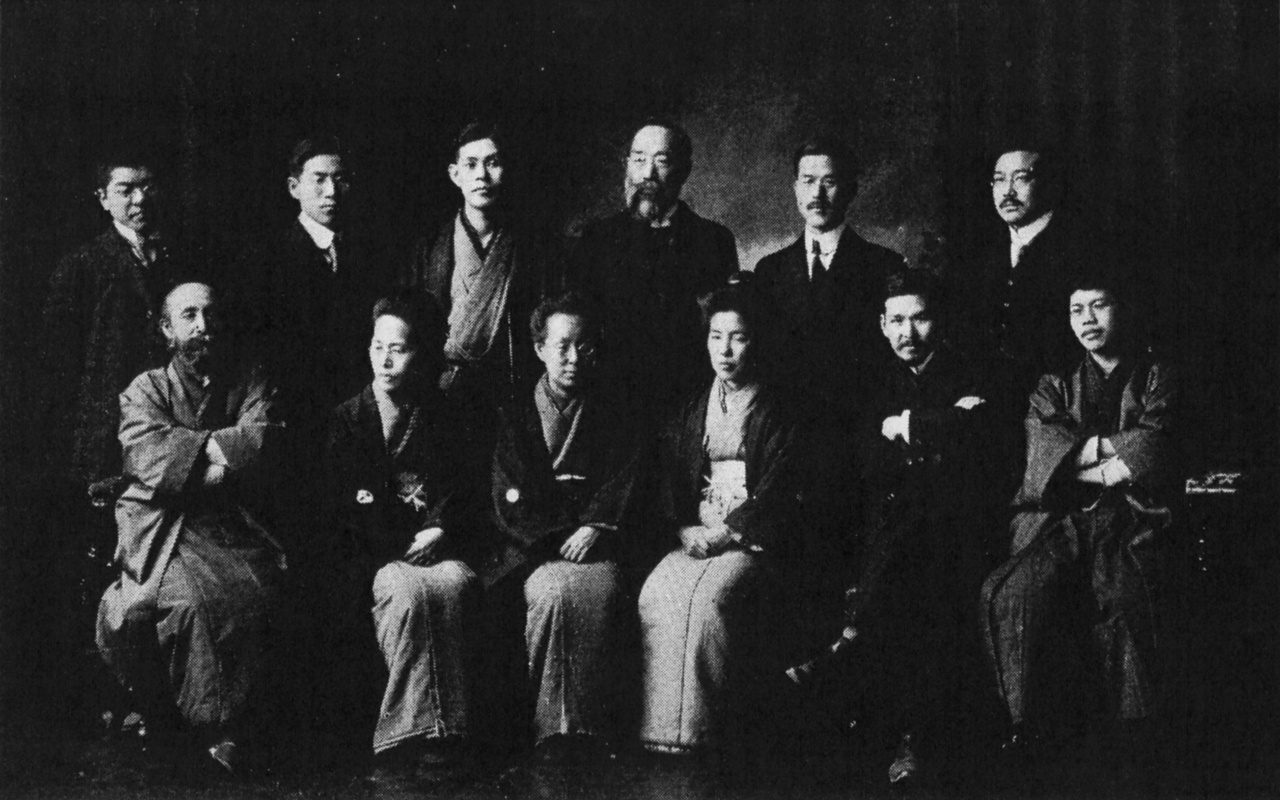
1913年頃の雑誌『新人』の同人（前列左から湯浅治郎、海老名みや、松井友子、野口せい子、小山東助、右端不明、後列左から和田信次、相原一郎介、吉野作造、海老名弾正、加藤直士、鈴木文治）

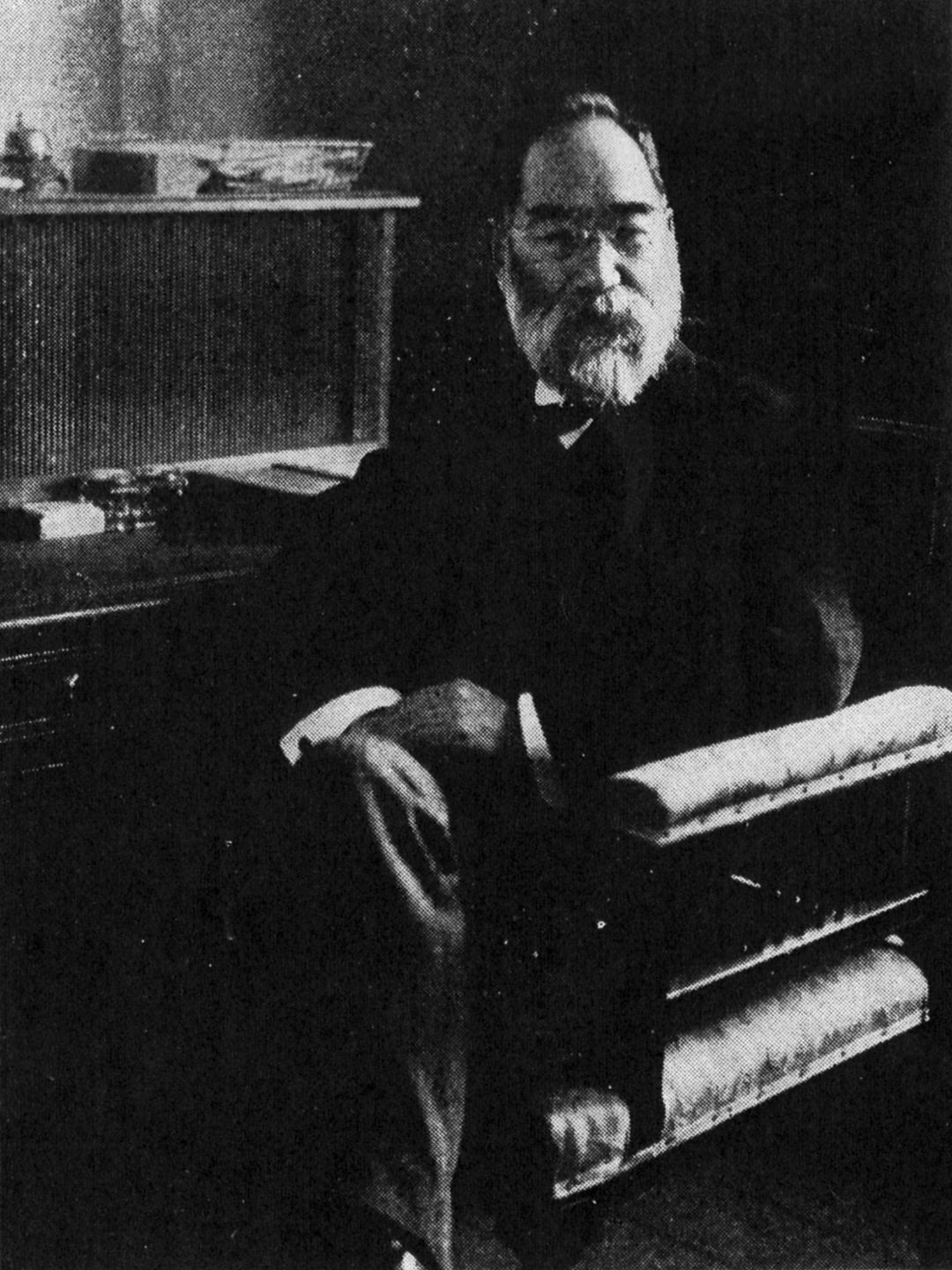
同志社総長時代の海老名弾正（1927年）

### 初期
筑後国柳川藩の藩士で六組給人（石高100石、小野勘解由組）の海老名平馬助の長男として生まれる。祖父は海老名弾右衛門。藩校伝習館で学んだ後、明治5年（1872年）熊本洋学校に入学する。

### 熊本バンド
明治9年（1876年）花岡山の誓約に加わり、L・L・ジェーンズから洗礼を受ける。その集団が後に熊本バンドと呼ばれるようになる。
その年の秋に同志社英学校余科（神学科）に移り、新島襄の薫陶を受ける。翌明治10年（1877年）に新島襄の勧めで上州安中へ夏期伝道に赴き、聖書講義を行った。評判が良く50-60人の青年が集まった。さらに、明治11年（1878年）にも安中伝道を行った。新島襄を迎えて30名の人が洗礼を受け、安中教会が誕生した。

### 牧師時代
明治12年（1879年）同志社を卒業すると、安中教会の正式な牧師となり、新島から按手礼を受ける。
明治15年（1882年）横井小楠の長女みや子と結婚する。明治16年（1883年）5月に上京して、第三回全国基督教信徒大親睦会に幹部として参加する。
明治17年（1884年）に前橋へ転居して、前橋教会を創立する。明治19年（1886年）に東京伝道を志し、本郷湯島で伝道を開始して本郷教会を創立する。本郷教会は義兄の横井時雄に委ね、熊本に戻る。そこで、熊本英学校、熊本女学校を創立する。
明治23年（1890年）に海老名は日本基督教伝道会社の社長に就任し、アメリカから財政、神学的独立のために尽力した。明治26年（1893年）に神戸教会の牧師に就任するが、明治30年（1897年）に同教会を辞任し、東京に移る。
「キリスト同志会」をつくり本郷教会牧師の再建を図る。明治33年（1900年）に雑誌『新人』を発行する。吉野作造、内ヶ崎作三郎、深田康算、鈴木文治などが加わり、日本の思想界、キリスト教界の注目を集めた。明治42年（1909年）には姉妹誌『新女界』を創刊し、安井てつ、海老名みや子などが健筆をふるった。
明治41年（1908年）、第3回万国会衆教会大会（エディンバラ）に日本組合教会を代表して参加。その旅の途中で米国カリフォルニア州で余生を送っていたかつての恩師ジェーンズとの再会を果たした。
この頃、吉野の教え子のひとりである帝大法科の学生中島重と出会い、のちに帝大を卒業したばかりの彼を同志社大学に教員として採用するよう推挙する。

### 同志社総長時代
大正9年（1920年）より第8代同志社総長をつとめ、学内の財政健全化などに着手するが、当時に既得権益を得ていた理事会との間に度々の摩擦を生じさせる。その中で体調を崩し昭和3年（1928年）に一時的な病気療養に入る。だが、療養中の同年11月23日、同志社有終館予科教室にて失火騒動が起こり、これをきっかけとして同年11月25日に理事会の総辞職が発生し、第8代総長の任を解かれる。この件はのち同志社を二分する学校騒動になり、上述の中島重をはじめとした海老名を慕う一部教授陣の解職および彼らを慕う学生たちの抵抗騒動にまで発展した（同志社騒動）。
同志社を去った後は東京に戻り、昭和5年（1930年）2月に本郷教会の名誉牧師となった。

### 最期
昭和11年（1936年）11月29日に交通事故で脳震盪を起こして入退院を繰り返したが、翌年5月に至って容体が悪化し、同月22日に杉並区高円寺の自宅で死去。葬儀は昭和12年（1937年）5月25日に本郷教会で行われ、徳富蘇峰、小崎弘道、永井柳太郎、湯浅八郎などが参列した。

## 思想

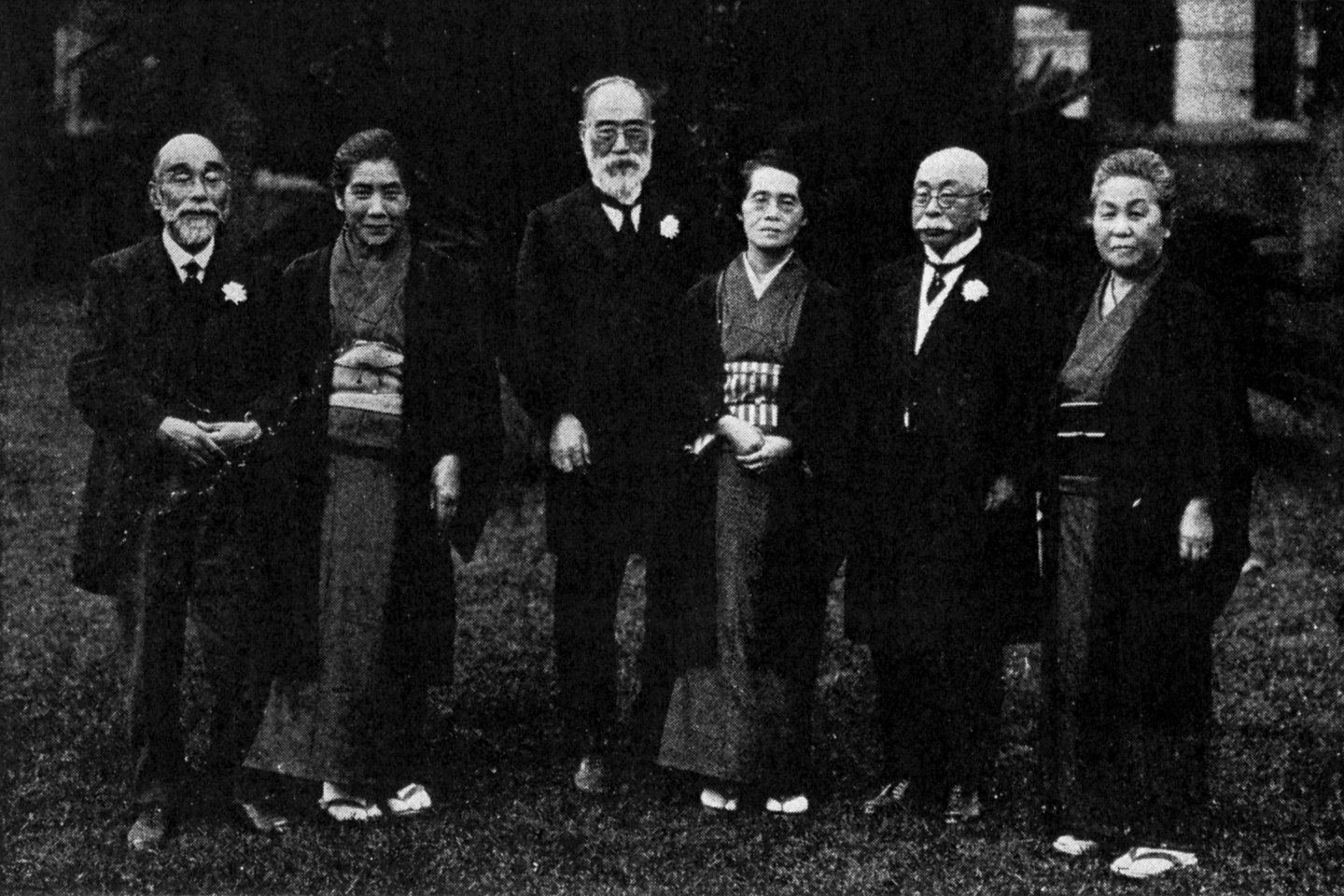
左から宮川経輝・次子夫妻、海老名弾正・みや夫妻、小崎弘道・千代夫妻（1934年秋）

- 日本基督教会の指導者植村正久が明治34年（1901年）9月『福音新報』に、「福音同盟会と大挙伝道」を発表したことを受けて、福音主義論争が起こり、海老名弾正はユニテリアン、ドイツ自由主義神学を代弁する日本組合基督教会の指導者として、植村と論争した。
- 海老名は国家主義的であり、日露戦争、日韓併合をキリスト教精神の現れとして支持した。海老名の思想は「日本的キリスト教」「神道的キリスト教」と呼ばれた。これを海老名の教え子である渡瀬常吉が、朝鮮植民地伝道で実践した。
- 海老名をはじめとする熊本バンド、会衆派教会は、特に1880年代に流入してきた自由主義神学（リベラル）の影響下にある[8]。
- 同志社総長就任式（1920年4月16日）の演説で人格主義・デモクラシー・インターナショナリズム・男女平等主義の四大主義を掲げた[9]。その後海老名は同志社大学の男女共学を実現させ（大学令準拠の私立大学としては日本初）[10]、さらに吉野作造の人脈を通じて有為の少壮教授を集め、法学部を中心に「同志社アカデミズム」を築き上げた。その一方、同志社内の反海老名派（西村金三郎などの実業家理事）からは「赤思想とは思わぬが至極フリー」と批判された[11]。

## 著書

### 単著
- 『日本宗教の趨勢』佐藤休作、1897年10月。
- 『人格論』福音社書店、1900年3月。
- 『耶蘇基督』（村松吉太郎編）福音舎、1900年12月。NDLJP:825243。
- 『海老名氏の基督論及び諸家の批評文 基督論集』警醒社、1902年4月。NDLJP:824402。
- 『帝国の新生命』警醒社、1902年5月。NDLJP:824873。
- 『耶蘇基督伝』文明堂、1903年1月。NDLJP:825248。
- 『勝利の福音』新人社、1903年7月。NDLJP:824568。
- 『基督之大訓註釈』文明堂、1903年12月。NDLJP:824392。
- 『基督教本義』日高有倫堂、1903年12月。NDLJP:824323。
- 『宗教教育観』日高有倫堂、1904年7月。NDLJP:824523。
- 『霊海新潮』金尾文淵堂、1906年11月。NDLJP:825316。
- 『人間の価値』広文堂、1909年11月。NDLJP:825006。
- 『断想録』北文館、1910年8月。NDLJP:824850。
- 『新国民の修養』実業之日本社、1910年9月。
- 『国民道徳と基督教』北文舘、1912年2月。
- 『吾人が本領の勝利』警醒社書店、1914年2月。
- 『山上の説教』広文堂書店〈宗教倫理叢書 第2巻〉、1915年4月。NDLJP:952776。
- 菊池暁汀 編『向上清話』大学館、1915年8月。NDLJP:944034。
- 『基督教十講』警醒社書店、1915年11月。NDLJP:944056。
- 『選民の宗教』新人社、1916年11月。NDLJP:943605。
- 『世界と共に覚めよ』広文堂書店、1917年11月。NDLJP:959067。
- 『基督教新論』警醒社書店、1918年7月。NDLJP:943957。
- 『静的宗教と動的宗教』大鐙閣、1918年12月。NDLJP:943997。
- 『日本国民と基督教』北文館、1933年1月。
- 『片言居要』東洋生命保険〈修養叢書 第9編〉、1933年12月。
  - 『片言居要』（15版）東洋生命保険〈修養叢書 第9編〉、1935年8月。NDLJP:1111070。
- 『新日本精神』近江兄弟社出版部、1935年2月。NDLJP:1100357。
- 『熊本洋学校と熊本バンドと』熊本バンド記念事業団、1935年。
- 『基督教読本』南光社、1936年12月。
- 『基督教概論未完稿 我が信教の由来と経過』海老名一雄、1937年9月。
- 『日本精神と基督教』同志社教会、1944年5月。
- 『新人の創造』教文館〈日本宣教選書 第4〉、1960年8月。
- 加藤常昭 編『海老名弾正説教集』新教出版社〈日本人のための福音 2〉、1973年2月。
- 『海老名弾正』日本キリスト教団出版局〈日本の説教 1〉、2003年3月。ISBN 9784818404816。

### 編集
- 『彼得前後書註釈』江藤書店、1887年8月。NDLJP:825644。
- 『戦後文明の研究』洛陽堂、1916年7月。

### 共著
- 海老名弾正、立川雲平 著、堀田達治 編『宗教の定義・予が懺悔』教文館〈福音同盟会演説集 第5集〉、1898年8月。
- 海老名弾正、綱島佳吉、小崎弘道、宮川経輝、加藤直士、原田助、今岡信一良、牧野虎次、渡瀬常吉、野口末彦 著、加藤直士 編『基督教提要』基督教世界社、1910年3月。NDLJP:824274。
- 海老名弾正、渡瀬常吉『新日本精神に就て・新日本精神の内容』新日本精神研究会〈ひのもとパンフレット 第1輯〉、1937年7月。
- 海老名弾正、渡瀬常吉『富永子源と広瀬淡窓の敬天思想・新島襄先生と同志社並に組合教会』新日本精神研究会〈ひのもとパンフレット 第2輯〉、1937年9月。
- 木下尚江、海老名弾正『荒野・基督教概論未完稿 我が信教の由来と経過』日本図書センター〈近代日本キリスト教名著選 第3期 キリスト教受容史篇 22〉、2003年11月。ISBN 9784820587019。

## 栄典
- 1928年11月10日、勲五等瑞宝章[12]
- 1937年5月22日、正六位[12]

## 登場作品
NHK大河ドラマ
- 八重の桜（2013年） - 演：阿部亮平